# Blockupy運動

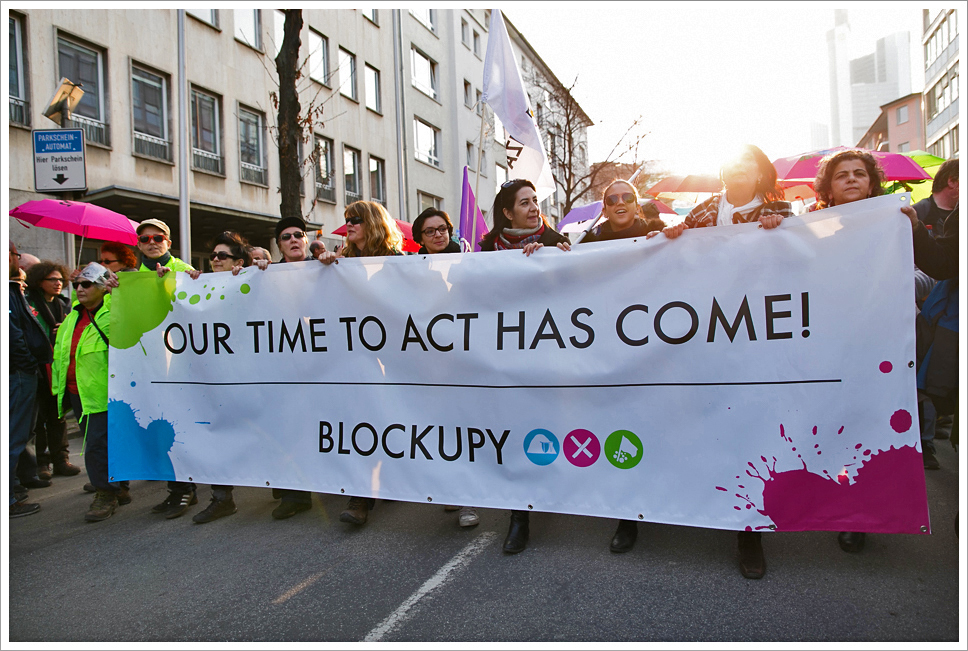
Blockupy 2015年3月18日在法蘭克福的遊行

Blockupy（封鎖佔領）是歐洲2012年出現並活躍至今 (2015) 的社會運動團體、工會、政黨之聯盟，在最近一次行動｢318歐洲央行新大樓啟用Blockupy｣ (德語：18M-EZB-Eröffnung) 當中，有90個來自歐洲各國的團體參與。他們的光譜從偏左到極左，關懷的議題從批判資本主義到反資本主義，批判全球化到反全球化，反黑箱FTA到反FAT；除此之外，也包括反軍火工業，歐洲福利國家理想的復興等等。
Blockupy 一名來自英文 Block（封鎖）和 Occupy（佔領）的結合，代表這是從2011年德國佔領運動衍生出來，更為擴大規模與議題的社會運動。他們的活動手法主要是透過大量參與者佔領特定目標（通常是象徵著資本主義的大樓，例如歐洲央行）附近的路面，封鎖住該棟建築物上下班的通道，以達到癱瘓目標運作的效果。封鎖佔領的期間從數日到上月都曾有過，在歐洲各大城市皆曾活動，例如德國法蘭克福、漢堡、柏林，義大利羅馬，比利時布魯塞爾等等。

## 歷來活動

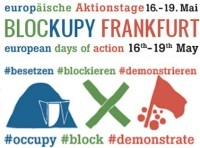
2012年5月16-19日｢Blockupy法蘭克福｣的宣傳 (官網)

### 2012 Blockupy 法蘭克福
- 活動日期：2012年5月16-19日（原訂，但前三天被禁止，見下述）
- 活動名稱：2012行動日－封鎖佔領法蘭克福 (德語：Aktionstage 2012 - Blockupy Frankfurt)
- 活動口號：｢歐洲行動日：佔領、封鎖、示威｣ (德語：Europäische Aktionstage: Besetzen, Blockieren, Demonstrieren)
- 主要對象：位於法蘭克福的各銀行總部，尤其歐洲央行（原因：歐洲撙節政策（英语：Austerity）、貧窮化政策的始作俑者）。

集遊禁令

因 3月的另一場反資本主義遊行（非Blockupy主辦）有暴力衝突和毀損，此次性質雷同，所以 5月16日的開場音樂會、17日與18日的遊行被警方禁止，此禁令並得到法院的確認；只有19日的閉幕大遊行被附條件許可。
臨檢盤查遊覽車

17日，警方在高速公路攔停三輛來自柏林的助陣遊覽車，並對乘客一一盤查，花了（也就是限制 187人的人身自由）7個小時，最後並沒有發現危險物品。接著部分人前往另一個地方參加另一場活動，路上再被攔停並盤查數小時直到半夜。事後的訴訟中，法院判決後面這次盤查的警方構成違法逮捕；第一次盤查則是合法的預防措施。
參加人數

儘管被法院禁止前三天，16日到18日的活動仍各有500~1000人參加。
19日的遊行有2萬多人，且有來自歐洲各國例如希臘、西班牙、義大利、法國的參與者一同展現團結。
逮捕

16日的開場音樂會被警方和平解散，17日則在警民衝突下有約190人被逮捕，18日有約400人被逮捕，19日也有約400人被逮捕。
媒體討論

一直到同年 (2012) 7月初，媒體上還有針對 Blockupy 的訴求──資本主義危機──之討論。

### 2013 Blockupy 法蘭克福
- Youtube 影片：警察包圍遊行隊伍中段的激進團體（页面存档备份，存于）

## 註腳
1. ↑  . Die Welt. 2015-03-18  [2015-04-26]. （原始内容存档于2015-04-26）.
2. ↑  . 德國之聲. 2015-03-18  [2015-04-26]. （原始内容存档于2015-04-16）.
. 德國之聲. 2015-03-19  [2015-04-26]. （原始内容存档于2015-04-06）.
3. ↑  詳見 Blockupy 官方網頁 （页面存档备份，存于）
4. ↑  . 法蘭克福匯報. 2012-05-14  [2015-04-28]. （原始内容存档于2014-03-27）.
5. ↑  . 法蘭克福評論報. 2013-02-05  [2015-04-26]. （原始内容存档于2014-12-14）.
6. ↑  . 法蘭克福評論報. 2013-07-30  [2015-04-26]. （原始内容存档于2015-04-26）.
7. ↑  . 法蘭克福評論報. 2012-07-04  [2015-04-26]. （原始内容存档于2015-04-26）.